# 2-methylpropanal
2-methylpropanal (ook wel aangeduid als isobutyraldehyde of isobutanal) is een aldehyde. Het is een licht ontvlambare, kleurloze vloeistof met een scherpe geur. 2-methylpropanal is een isomeer van butanal.

## Synthese
De hydroformylering van propeen, dit is de reactie van propeen met synthesegas (een mengsel van koolstofmonoxide en waterstofgas), resulteert in een mengsel van de twee isomeren, butanal en 2-methylpropanal. Het grootste deel is butanal: 2-methylpropanal is in feite het nevenproduct. Het mengsel wordt daarna gescheiden in een destillatiekolom.

## Toepassingen
2-methylpropanal wordt gebruikt om er andere verbindingen mee te maken, onder meer:
- isobutanol (via verdere reactie met waterstofgas)
- neopentylglycol door reactie met formaldehyde gevolgd door hydrogenatie[2]
- methacrylzuur[3]
- methacroleïne[4]
- aceton[5]

## Toxicologie en veiligheid
2-methylpropanal is een zeer ontvlambare stof. De damp kan ontplofbare mengsels vormen met lucht (de ontploffingsgrenzen zijn 1,6 en 10,6 volumepercent).
Het is een corrosieve stof. Inademing van hoge concentraties kan longoedeem veroorzaken.